# Sturmflutserie vom 19. bis 24. Dezember 1954
Die Sturmflutserie vom 19. bis 24. Dezember 1954 wurde von zwei direkt aufeinander folgenden Orkantiefs ausgelöst, die mit ihrem Kern in der betreffenden Zeit über die Deutsche Bucht nach Jütland zogen. und insgesamt mindestens 70 Menschenleben forderten. Die Orkane sowie die Sturmflut vom 23/24. Dezember 1954 richteten in Deutschland und in den Niederlanden schwere Schäden sowohl in den Wäldern und Städten, als auch an den Deichen und Küstenschutzanlagen an.

## Entwicklung der Wetterlage
Eine bereits länger herrschende Westwindlage erreichte einen ersten Höhepunkt, als am 4. Dezember 1954 das Bundesgebiet vom Sturmfeld eines rasch über die Deutsche Bucht und Jütland hinweg nach Skandinavien ziehenden Orkantiefs gequert wurde. Sie fand zwischen dem 19. und 24. Dezember ihren endgültigen Höhepunkt. Dabei wurden vor allem am 23. Dezember, als das zweite Orkantief mit einem Kerndruck von unter 955 Hektopascal von Jütland aus in südöstlicher Richtung nach Bornholm zog, über der Deutschen Bucht im Seegebiet bei Borkum Windgeschwindigkeiten von damals geschätzt 180 km/h beobachtet.
Die Entwicklung des zweiten Orkantiefs ähnelte stark dem der Hollandsturmflut im Jahre 1953 und dem Capella-Orkan 1976. Ähnlich wie bei den beiden genannten Orkanen kam es auf der Rückseite des zweiten Orkantiefs am 23. Dezember zu einer Trogbildung, also einem bei alternden Zyklonen zu beobachtenden Luftdruckabfall, die sowohl beim Capella-Orkan 1976 als auch bei der Hollandsturmflut zu einer Umsteuerung und somit zur Entwicklung der sehr schweren Sturmflut führte, weil der Durchzug des Troges in diesen beiden Fällen zur Flutzeit stattfand. Am 23. Dezember 1954 fand jedoch die Umsteuerung der Zugbahn zu einem günstigeren Zeitpunkt statt: Es konnte sich keine Extrem-Sturmflut entwickeln, da der Sturm während der auflaufenden Sturmtide deutlich abflaute. Eine Situation wie am 3. Januar 1976 hätte im Jahre 1954 angesichts des damals sehr schlechten Zustands der Küstenschutzanlagen und der viel zu niedrigen Deiche an der gesamten deutschen Nordseeküste eine Katastrophe unvorstellbaren Ausmaßes bedeutet.

## Sturmflut
Auf Grund der dramatischen Entwicklung der Wetterlage im Laufe des 23. Dezember 1954 musste zunächst davon ausgegangen werden, dass die gesamte deutsche Nordseeküste von einer sehr schweren Sturmflut betroffen werden würde. Die Vorausberechnungen ergaben für den 23. Dezember für Cuxhaven einen zu erwartenden Maximalwasserstand von 999 cm P.N bzw. 499 cm NN. Es wären somit am Pegel Cuxhaven Wasserstände zu erwarten gewesen, die in etwa den Werten entsprochen hätten, wie sie bei der Februarsturmflut 1962 und dem Capella-Orkan 1976 erreicht wurden.
Die Sturmflut vom 23./24. Dezember 1954 traf auf ein weitgehend noch nicht ausgebautes und völlig veraltetes Deichsystem. Die Deichunterhaltung war in den Kriegs- und Notjahren von 1914 bis Beginn der 1950er Jahre von großen Materialengpässen, Arbeitskräftemangel und mehr geprägt, so dass viele Deichabschnitte nicht nur eine zu niedrige Deichhöhe aufwiesen, sondern sich zudem in einem schlechten Unterhaltungszustand befanden. Nur günstigen Umständen ist es zu verdanken, dass es an Weihnachten 1954 in Deutschland nicht zu einer Flutkatastrophe wie 1953 in den Niederlanden und Belgien kam. Im Jahre 1954, neun Jahre nach Ende des Zweiten Weltkriegs, standen den Behörden keine deutschen Armeeeinheiten zur Verfügung, die die Rettungs- und Sicherungsmaßnahmen hätten unterstützen können. Auch der Zivilschutz war noch nicht so ausgebaut, dass er für eine solche Katastrophe leistungsfähig genug gewesen wäre.

### Deutsche Nordseeküste
Schwere Schäden entstanden auf den Nordseeinseln. So wurden Teile der Strandmauer am Westkopf von Borkum völlig zerstört. Auch auf Baltrum kam es am Westkopf der Insel zu schweren Schäden.
Zu gefährlichen Situationen kam es am Seedeich östlich Bensersiels und Neuharlingersiels, wo der schwer beschädigte Seedeich teilweise brach. Die Schäden konnten jedoch schnell behoben und die Gefahr abgewandt werden. Am Maadesiel in Wilhelmshaven kamen alle Mühen zu spät; der Deich konnte nicht gehalten werden und brach auf einer Länge von 70 bis 80 Metern.
Auf Neuwerk wurde die Situation so kritisch, dass die Bevölkerung auf dem Leuchtturm Schutz suchen musste. Schwere Dünenabbrüche gab es auf Sylt.

### Emsgebiet
An den Stromdeichen der Ems kam es auf Grund ihrer unzureichenden Höhe zu gefährlichen Situationen; bei Leer wirkte sich das erst im Juli 1954 in Betrieb genommene Ledasperrwerk äußerst positiv aus. Es verhinderte, dass die Sturmflut in die Flussgebiete von Leda, Jümme, Sagter Ems und Soeste eindringen und dort Schäden anrichten konnte.

### Wesergebiet
Unzureichende Deichhöhen, eine Vielzahl von Gebäuden und Anlagen in und am Deich sowie der schlechte Zustand der Deiche führte an der Weser zu gefährlichen Situationen. Bei Nordenham brach ein Deich und führte zur Überflutung des Hinterlands. Der Verkehr auf der Bahnstrecke Hude–Blexen kam zum Erliegen, weil in Elsfleth, Nordenham und Blexen die Bahnanlagen genauso überflutet wurden, wie der Bahnhof Lemwerder an der Bahnstrecke Delmenhorst–Lemwerder. In den damals noch nicht durch Hochwassermauern und Fluttoren geschützten Hafengeländen entstanden z. T. schwere Schäden, weil das Wasser nahezu ungehindert in Lagerschuppen eindringen konnte.
Entlang der Flussläufe von Hunte, Lesum, Hamme, Wümme und Ochtum drang die Sturmflut bis weit in das Hinterland ein. Überflutet wurden auch Teile von Bremen-Huchting. Hier, wie auch in anderen nicht von Hauptdeichen geschützten Wohnvierteln wurde die Situation so gefährlich, dass die von Ausgebombten bewohnten Kleingartengebiete am Wardamm, im Surfeld, auf dem Stadtwerder sowie auf dem Rablinghauser und Woltmerhauser Groden teilweise evakuiert werden mussten. Auf dem Gebiet der heute zu Delmenhorst gehörenden Gemeinde Hasbergen wurden mehrere hundert Hektar Land überflutet. Die auf Wurten stehenden Gehöfte waren bis über Weihnachten 1954 hinaus nur mit Booten zu erreichen.
Kritisch wurde die Situation an der Schleuse Ritterhude an der Hamme. Um einen Bruch des Anschlussdeiches zur Schleuse zu verhindern, hatten die verantwortlichen Stellen die Schleuse öffnen lassen, da weder Schleuse noch Anschlussdeich eine ausreichende Höhe besaßen, um die Sturmflut zu kehren. Die bei der Sturmflut in der Schleusenkammer auftretenden sehr hohen Strömungsgeschwindigkeiten führten jedoch zu Auskolkungen und zu schweren Schäden an dem Strombauwerk.

### Elbegebiet
Auch an den Nebenflüssen der Elbe drang die Sturmflut bis weit ins Hinterland vor. Oste, Stör, Lühe, Este, Schwinge und Ilmenau waren zu diesem Zeitpunkt noch nicht mit Sturmflutsperrwerken gesichert, so dass es in Städten wie Stade, Itzehoe, Buxtehude, Elmshorn und Bremervörde zu Überflutungen von tief gelegenen Stadt- und Hafengebieten kam. Vielerorts erreichte das Wasser an den viel zu niedrigen Deichen die Deichkrone.
In Hamburg wurden tief gelegene Stadtteile in der Innenstadt wie der Baumwall überflutet; schwere Schäden gab es im damals noch nicht von Fluttoren und Hochwassermauern geschützten Hafengebiet. Zu einer sehr gefährlichen Situation kam es in Moorfleet in der Süderelbmarsch. Ein hier bereits einsetzender Deichbruch konnte mit allen Mitteln in letzter Minute verhindert werden.

## Sturmschäden
Neun Jahre nach dem Ende des Zweiten Weltkriegs waren die Städte noch zum Teil von Ruinengrundstücken mit hohen Mauerresten geprägt. Der hohe Winddruck der Orkane sorgte dafür, dass z. B. in Bremen und Berlin nicht mehr standsichere Mauern nachgaben und einstürzten. In Hamburg wurde das Dach eines Hochhauses am Grindelberg abgedeckt und die Trümmer auf ein anderes Hochhaus geschleudert. In den Wäldern Norddeutschlands entstanden schwere Schäden durch Windbruch. In Wilhelmshaven wurde auf dem Gelände der damaligen Munitionsentschärfungsanlage ein Arbeiter von der Decke eines massiven Bunkers erschlagen, die durch den Winddruck eingedrückt wurde.